# 利涅罗勒 (安德尔省)
利涅罗勒（法語：Lignerolles，法語發音：[liɲʁɔl] ⓘ）是法国安德尔省的一个市镇，位于该省东南部，属于拉沙特尔区。

## 地理
利涅罗勒（46°29'45"N, 2°8'38"E）面积13 平方千米，位于法国中央-卢瓦尔河谷大区安德尔省，该省份为法国中部省份，北起卢瓦-谢尔省，西北接安德尔-卢瓦尔省，西南接维埃纳省，南至克勒兹省和上维埃纳省，东临谢尔省。
与利涅罗勒接壤的市镇（或旧市镇、城区）包括：沙托梅扬、圣萨蒂南、佩拉赛、于尔西耶。

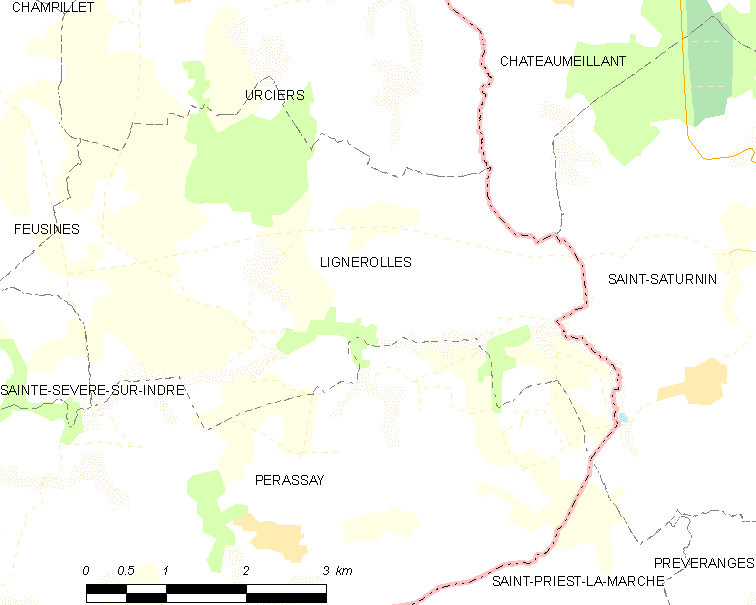
的OSM定位图

利涅罗勒的时区为UTC+01:00、UTC+02:00（夏令时）。

## 行政
利涅罗勒的邮政编码为36160，INSEE市镇编码为36095。

## 政治
利涅罗勒所属的省级选区为拉沙特尔县。

## 人口

1962-2008年间人口变化图示

利涅罗勒于2022年1月1日时的人口数量为115人。